# لیزر Nd:YAG

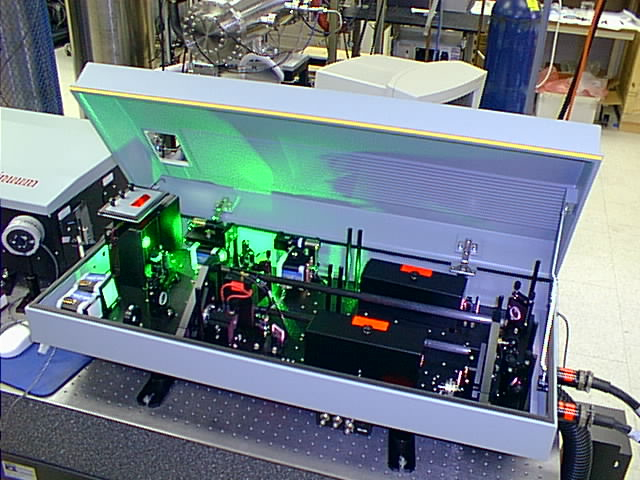
لیزر Nd:YAG با درب باز که نور سبز 532 نانومتر با فرکانس دو برابر را نشان می‌دهد

لیزر Nd:YAG (گارنت ایتریم آلومینیوم آلاییده شده با نئودیمیم؛ Nd:Y3Al5O12) کریستالی است که به عنوان محیط لیزری برای لیزرهای حالت جامد استفاده می‌شود. ناخالصی، نئودیمیم در حالت اکسیداسیون +3، Nd(III)، معمولاً جایگزین بخش کوچکی (1%) از یون‌های ایتریم در ساختار کریستالی میزبان گارنت ایتریم آلومینیوم (YAG) می‌شود، زیرا این دو یون اندازه مشابهی دارند. این یون نئودیمیم است که فعالیت لیزری را در کریستال فراهم می‌کند، به همان روشی که یون کروم قرمز در لیزرهای یاقوتی.
عملکرد لیزر Nd:YAG اولین بار توسط Joseph E. Geusic نشان داده شد. و همکاران در آزمایشگاه‌های بل در سال ۱۹۶۴.  گوسیک و لگراند ون اویترت در سال ۱۹۹۳ جایزه RW Wood انجمن اپتیک آمریکا را «به خاطر کشف لیزر Nd:YAG و اثبات مفید بودن آن به عنوان یک منبع لیزر حالت جامد کاربردی» دریافت کردند.

## فناوری
لیزرهای Nd:YAG با استفاده از یک لامپ فلش یا دیودهای لیزری به صورت نوری پمپ می‌شوند. این لیزرها یکی از رایج‌ترین انواع لیزر هستند و برای کاربردهای مختلف زیادی استفاده می‌شوند. لیزرهای Nd:YAG معمولاً نوری با طول موج 1064 نانومتر ، در ناحیه مادون قرمز، ساطع می‌کنند.  با این حال، گذارهایی نزدیک به 946، 1120، 1320 و 1440 نیز وجود دارد. لیزرهای Nd:YAG در هر دو حالت پالسی و پیوسته عمل می‌کنند. لیزرهای Nd:YAG پالسی معمولاً در حالت به اصطلاح سوئیچینگ Q عمل می‌کنند: یک سوئیچ نوری در حفره لیزر قرار داده می‌شود و منتظر حداکثر وارونگی جمعیت در یون‌های نئودیمیوم قبل از باز شدن است. سپس موج نور می‌تواند از طریق حفره عبور کند و محیط لیزر برانگیخته را در حداکثر وارونگی جمعیت تخلیه کند. در این حالت سوئیچینگ Q، توان خروجی 250 مگاوات و مدت زمان پالس 10 تا 25 نانوثانیه حاصل شده است.  پالس‌های با شدت بالا را می‌توان به طور مؤثر دو برابر فرکانس کرد تا نور لیزر در 532 تولید شود.
Nd:YAG بیشتر در باندهای بین 730 تا 760 نانومتر و ۷۹۰–۸۲۰ نانومتر جذب می‌کند.  در چگالی جریان پایین، لامپ‌های فلش کریپتون در آن باندها خروجی بالاتری نسبت به لامپ‌های زنون رایج‌تر دارند که نور بیشتری در حدود ۹۰۰ نانومتر تولید می‌کنند. بنابراین، اولی‌ها برای پمپاژ لیزرهای Nd:YAG کارآمدتر هستند. 